# Norma Internacional per a Registres d'Autoritat Arxivístics d'Organismes, Persones i Famílies
ISAAR(CPF) és l'acrònim en anglès d'International Standard Archival Authority Record for Corporate Bodies, Persons, and Families (Norma Internacional per a Registres d'Autoritat arxivístics d'Organismes, Persones i Famílies), publicada pel Consell Internacional d'Arxius (CIA) el 1996. Durant el XV Congrés Internacional d'Arxius, celebrat a Viena el 2004, va ser presentada la segona edició d'aquesta norma.
És una norma internacional de referència per al control d'autoritats o normalització del llenguatge d'indexació en els arxius, i neix a partir de la norma ISAD(G), com un intent de concreció d'aquesta, pel que fa a la gestió d'informació relacionada amb la producció de documents d'arxiu, facilitant la creació de fitxers d'autoritat (d'organismes, persones i famílies) per a la gestió i tractament normalitzat dels punts d'accés i per a facilitar l'intercanvi d'informació sobre material arxivístic.

## Origen
L'èxit de propostes de normalització en altres àmbits documentals, com el de les biblioteques, es trasllada també, en els anys vuitanta, en l'estudi de possibilitats d'adaptació o de creació de noves normes de descripció també per als arxius. El Consell Internacional d'Arxius (CIA) impulsa els grups de treball corresponents, i el 1994 s'adopta com a norma de descripció arxivística la ISAD(G). A partir del reconeixement, en la citada norma, de l'existència de punts d'accés per a les descripcions d'arxiu es desprèn la necessitat de crear una segona norma, la ISAAR(CPF), que és aprovada per l'ICA en 1995 i publicada el 1996. ISAAR (CPF) estableix, doncs, l'estructura de la descripció dels punts d'accés a la descripció mateixa. Posteriorment, apareix la segona edició d'ambdues normes, per a l'ISAD(G) l'any 2000 i per a l'ISAAR(CPF) el 2004.

## Objectiu
L'ISAAR(CPF) té com a objectiu proporcionar directrius que permetin normalitzar i controlar la forma i contingut de les descripcions d'entitats i punts d'accés relatius a organismes, persones, famílies, els quals estan associats a la producció i gestió d'arxius.

## Estructura
L'estructura de la ISAAR(CPF) està formada per vint-i-set elements que s'agrupen en quatre àrees d'informació:
- Àrea d'identificació, per a normalitzar la denominació de l'entrada d'autoritat o punt d'accés i identificar el responsable de la creació.
- Àrea de descripció, amb informació de caràcter històric, biogràfic o institucional sobre el productor.
- Àrea de relacions, amb informació sobre els organismes persones o famílies relacionades amb l'entrada d'autoritat.
- Àrea de control, amb informació sobre qui, com i quan s'ha elaborat el registre d'autoritat.

## ISSAR(CPF)versusISAD(G)
La norma ISAAR(CPF) estableix les regles per identificar els productors de la informació i ofereix informació exhaustiva sobre ells, facilitant la consulta de les descripcions arxivístiques en crear punts d'accés fàcilment identificables i fiables, la qual cosa permet relacionar-la amb la ISAD(G).
L'ISAAR(CPF) i la ISAD(G) són normes internacionals que ofereixen elements descriptius, els components de les quals han d'estar organitzats d'acord amb estàndards perquè puguin ser usats en xarxes electròniques diverses de manera correcta. ISAD(G) o ISAAR(CPF) no desenvolupen aquests aspectes, doncs, la seva funció és oferir les característiques, pautes i condicions per descriure les agrupacions documentals.
De la mateixa manera que la ISAD(G), la norma ISAAR(CPF) ofereix la possibilitat d'intercanviar informació a distància entre diversos arxius o usuaris, a través d'un format de comunicació que ho permeti -per exemple, el Encoded Archival Context (EAC), situant-se així, com una norma que pot usar-se més en el marc d'arxius històrics.
La ISAAR (CPF) és especialment útil en arxius de persones o famílies, ja que ofereix la possibilitat d'estructurar la informació rellevant dels mateixos quant productors d'informació arxivística de transcendència històrica. Gràcies la seva estructura, la ISAAR(CPF) pot utilitzar-se fàcilment de manera conjunta amb la ISAD(G), ja que es possibilita la vinculació de la descripció de les institucions o entitats productores amb la descripció de documents d'arxiu.